# Херди, Рамона
Рамона Херди (нем. Ramona Härdi; род. 9 апреля 1997 года, Арау, Швейцария) — швейцарская конькобежка, участница зимних Олимпийских игр 2018 года, бронзовый призёр чемпионата Европы, 14-кратная чемпионка Швейцарии и 10-кратная призёр, 9-кратная рекордсменка Швейцарии Выступает за клуб «Eislauf-Club Zurich» (Швейцария).

## Биография
Рамона Херди родилась в кантоне Аргау. С 6-ти лет занималась катанием на роликах и представляла Швейцарию на чемпионатах Европы среди юниоров. В возрасте 15 лет перешла в конькобежный спорт, объясняя своё решение тем, что все её друзья, с которыми она росла и тренировалась, уже давно сменили роллер спорт на катание на коньках. С 2012 года профессионально тренировалась на базе клуба «Team FrySk», под руководством голландского тренера — Сипа Хукстры.
В 2014 году впервые заняла 3-е место в беге на 1000 м на чемпионате Швейцарии, а через год стала бронзовым призёром в спринте и классическом многоборье. В 2015 и 2016 годах выиграла юниорское многоборье. В 2017 году выиграла чемпионат страны в многоборье и на дистанциях 1500, 3000 и 5000 м. В 2018 дебютировала на чемпионате Европы, что проходил в российском городе Коломна. 7 декабря в Центре конькобежного спорта во время масс-старта среди женщин Херди финишировала с результатом 8:43.37 (+4.68). В итоговом зачёте она заняла 13-е место.
На зимних Олимпийских играх 2018 года Рамона Херди дебютировала в масс-старте. 24 февраля 2018 года на Олимпийском Овале Каннына в масс-старте в полуфинальном забеге она упала во время вхождения в поворот и не смогла закончить забег. В итоговом зачёте её досталось 24-е место. После соревнования Херди объяснила своё решение не заканчивать забег — болезнью. Утром, на кануне состязания, она чувствовала себя плохо, её бил озноб, сопровождавшийся болью в горле.
В 2019 и 2020 годах Рамона продолжила брать золотые медали на чемпионате Швейцарии, выиграв многоборье и пять раз дистанциях и в 2021 году на чемпионате мира на отдельных дистанциях заняла 7-е место в командной гонке. В 2022 году на чемпионате Европы заняла 11-е место в масс-старте и 15-е на 3000 м. Через год на чемпионате мира на отдельных дистанциях стала 9-й в масс-старте и первенствовала на дистанциях 1500 и 3000 м на чемпионате Швейцарии. В январе 2024 года на чемпионате Европы в Херенвене впервые завоевала бронзовую медаль в командной гонке преследования, а в феврале на 6-м этапе Кубка мира в Квебеке Рамона впервые поднялась на подиум кубка, заняв 2-е место в масс-старте. В марте на чемпионате мира на отдельных дистанциях она стала 7-й в масс-старте и 8-й в командной гонке.

## Личная жизнь
Рамона Херди по профессии — промышленный инженер-конструктор, окончила Ленцбургское профессиональное училище.(нем. Konstrukteur EFZ). Работала в компании «Luginbühl Fahrzeugtechnik AG» с 2017 по январь 2024 года по разработке и производству вспомогательного оборудования и транспортных средства техническим чертежником. С апреля 2018 года является военнослужащей швейцарской армии. С 2022 года обучается в Школе маркетинга и бизнеса в Цюрихе на дипломированного менеджера по маркетингу.